# Алфесибея
Алфесибея (на гръцки: ’Αλφεσίβοια) в древногръцката митология е дъщеря на Фегей и една от съпругите на Алкмеон. След като Алкмеон я изоставил и се оженил за нимфата Калироя, а после се опитал с измама за вземе огърлицата на Хармония, която преди това бил подарил на Алфесибея, тя не могла да му прости това и се самоубила. Според някои митове е Алфесибея е майка на Адонис.